# Pèir de Garròs
Pèir de Garròs (Leitora, Gascunya, 1528-1581) fou un escriptor en llengua occitana (dialecte gascó). Era lligat a la causa navarresa, i fou advocat general a la cort de Bearn. Escriví els Psaumes de David virats en ritme gascon (1565) i les Poësias gasconas (1567), on hom troba sis Cants eroïcs (on els herois de l'antiguitat són posats com a exemple a Enric IV) i vuit Eglògas, testimoniatge de la condició popular i de les misèries de la guerra. Defensor conscient i apassionat de la seva llengua, fou una figura essencial del Renaixement gascó.